# ТМ-57
TM-57 — радянська протитанкова міна, розроблена у 1956 році. Призначена для виведення з ладу гусеничної та колісної техніки супротивника. Пошкодження машинам противника наноситься за рахунок руйнування їх ходової частини при вибуху заряду міни в момент наїзду колеса на натискну кришку міни.
Міна була призначена для заміни застарілої міни ТМ-46. Хоча сам заряд вибухової речовини збільшився не значно (всього на 800 гр.), однак, якщо вибух ТМ-46 розбивав 3-4 трака гусениці, незначно пошкоджуючи коток, то вибух ТМ-57 і коток приводив в повну непридатність. Міна ТМ-57 виявилася дуже вдалою, сильною, її підривники простими і надійними. Тому навіть після розробки і прийняття на озброєння сімейства наступника  — ТМ-62, міна ТМ-57 продовжує застосовуватися та вироблятися. У військах нерідко їй віддають перевагу через меншу, ніж у ТМ-62 вагу, більшу площу датчика цілі, а, значить і ймовірность ураження танка. Додаткове гніздо для установки на неможливість вилучення вигідно відрізняє її від ТМ-62, яка цього гнізда позбавлена.

## Характеристики[1]
Міна може встановлюватися як на ґрунт, так і в ґрунт, в сніг, під воду вручну або засобами механізації (причіпні мінні розкладники: ПМР-1, ПМР-2, причіпні мінні загороджувачі ПМР-3, ПМЗ-4, гусеничний мінний загороджувач ГМЗ, вертолітна система мінування ВМР-2). Температурний діапазон застосування міни від −60 до +60 °C.
Термін бойової роботи міни не обмежується. При руйнуванні металевого корпусу міни від корозії чутливість міни зростає із 200–500 кг до 3-5 кг. Самоліквідатором міна не оснащуються.
Міна може використовуватися у парі з механізмами детонації: МВ-57, МВШ-57, МЗК, МВЗ-57. Перші три механізми призначені виключно для ручної установки. МВЗ-57 може використовуватися як при механізованій, так і ручній установці. Для установки міни на неможливість вилучення, збоку на корпусі є додаткове гніздо для вгвинчування підривника МУВ із запалом МД-5М.
| Характеристика                                     | Значення          |
| -------------------------------------------------- | ----------------- |
| Тип                                                | протитанкова міна |
| Корпус                                             | сталевий          |
| Вага                                               | 9.5 кг            |
| Діаметр                                            | 320 мм            |
| Висота з МВ-57                                     | 110 мм            |
| Висота з МВШ-57                                    | 320 мм            |
| Висота з МВЗ-57                                    | 128 мм            |
| Діаметр датчика цілі                               | 220 мм            |
| Чутливість МВШ-57                                  | 200-500 кг        |
| Кут нахилу штиря МВШ-57 необхідний для спрацювання | 25-30°            |
| Хід спрацювання МВ-57 та МВЗ-57                    | 3-20 мм           |
| Чутливість МВ-57 та МВЗ-57                         | 40-110 кг         |
| Температурний діапазон застосування                | -50 до +50 °C     |